# Kym Karath
Kym Karath (Los Angeles, 4 agosto 1958) è un'attrice statunitense, attiva negli anni '60 e poi sporadicamente fino al 1981.

## Filmografia parziale

### Cinema
- Quella nostra estate (Spencer's Mountain), regia di Delmer Daves (1963) - non accreditata
- Quel certo non so che (The Thrill of It All), regia di Norman Jewison (1963)
- Scusa, me lo presti tuo marito? (Good Neighbor Sam), regia di David Swift (1964) - non accreditata
- Tutti insieme appassionatamente (The Sound of Music), regia di Robert Wise (1965)

### Televisione
- Il dottor Kildare (Dr. Kildare) – serie TV, 2 episodi (1966)
- Tre nipoti e un maggiordomo (Family Affair) – serie TV, 3 episodi (1966-1971)
- Midnight Offerings – film TV (1981)